# Fimbristylis assamica
Fimbristylis assamica là loài thực vật có hoa trong họ Cói. Loài này được C.B.Clarke ex Guha Bakshi mô tả khoa học đầu tiên năm 1970 publ. 1971.